# Il bacio (film 1929)
Il bacio  (The Kiss) è un film del 1929 diretto da Jacques Feyder. La pellicola, interpretata da Greta Garbo e Conrad Nagel, rappresenta l'ultimo film muto prodotto dalla Metro-Goldwyn-Mayer.

## Trama
La storia ha inizio nel Museo delle Belle Arti di Lione, in Francia. Due amanti, Irene Guarry e André Dubail, fingono interesse per le opere d'arte mentre discutono della loro storia d'amore clandestina. Irene è una giovane donna infelicemente sposata con Charles Guarry, un ricco uomo d'affari molto più anziano, la cui azienda è sull'orlo del fallimento. André è un avvocato di successo, celibe, vicino all'età di Irene, e determinato ad affrontare Charles e professare il suo amore per la donna. Nonostante sia intrappolata in un matrimonio senza amore, Irene teme il temperamento violento di suo marito, follemente geloso. Dopo un bacio furtivo tra i due, Irene lascia il museo, determinata a non rivedere mai più il suo vero amore.
Il sospettoso marito di Irene nel frattempo esamina la vita quotidiana della moglie dopo aver assunto un investigatore privato, il quale riferisce solo che la donna è andata a una mostra canina locale e ha avuto un incontro innocente con Pierre Lassalle, il figlio diciottenne di uno dei soci in affari di Charles. Più tardi, quella sera, Irene e Charles partecipano a una grande cena formale nella quale è ospite anche André, che arriva da solo e si siede a tavola di fronte al marito imbronciato di Irene. Anche il giovane Pierre è alla festa e con difficoltà riesce a mascherare l'infatuazione che prova per la donna. André e Irene riescono a incontrarsi brevemente in giardino, non visti. L'uomo ha deciso di trasferirsi a Parigi ed è venuto alla festa per vederla un'ultima volta. Esprimono di nuovo il loro amore, si baciano appassionatamente e si separano, entrambi convinti che la loro relazione sia finita.
Il giorno seguente, dopo una partita di tennis nella tenuta dei suoi genitori, Pierre confessa il suo amore a Irene, mentre Charles incontra il padre di Pierre per discutere dei suoi affari fallimentari. Irene è commossa dalla confessione di Pierre, ma minimizza il suo ardore giovanile. Accetta, tuttavia, di dargli una fotografia di se stessa che lui potrà portare al college. La sera seguente, Pierre si reca a casa di Irene per ottenere la foto promessa, e mentre se ne va chiede un piccolo bacio d'addio. Irene esita, poi divertita gli dà un breve bacio, che spinge il ragazzo ad afferrarla e stringerla fra le sue braccia con ardore. Rientrando a casa in quel momento, Charles vede Pierre baciare la moglie, irrompe nella stanza e inizia a picchiarlo con cieca violenza. Mentre suo marito insegue il ragazzo in un'altra stanza, Irene lo supplica di fermarsi, ma inutilmente.
La porta della stanza si chiude e si ode uno sparo. Pierre si allontana, malconcio ma vivo, e tornato a casa racconta a suo padre che Charles Guarry è morto.
Il giorno dopo la polizia sta investigando sulla morte dell'uomo. Irene, ancora sconvolta, racconta di non aver sentito rincasare suo marito la sera prima, e di aver appreso della sua morte solo quella mattina dal domestico. Ma gli investigatori dubitano della sua storia e Irene viene incriminata per omicidio. André, convinto dell'innocenza della donna, torna da Lione per difendere la sua ex amante, malgrado le resistenze della donna.
Durante il processo la testimonianza del padre di Pierre sull'imminente bancarotta di Charles, oramai sull'orlo del suicidio, insieme alle sentite dichiarazioni di André sull'innocenza di Irene, convincono la giuria ad assolverla. Dopo il verdetto, Pierre fa notare ad Irene che solo l'amore per lui avrebbe potuto spingerla ad esporsi al rischio di una condanna, ma l'atteggiamento della donna verso André lo convincono presto a ricredersi su chi sia il vero amore di Irene. Tormentata dai sensi di colpa per aver mentito ad André, la donna gli rivela finalmente la verità: fu lei quella tragica sera, per salvare Pierre, a sparare al marito.
André appare stordito, si siede con la testa tra le mani, rivalutando silenziosamente i suoi sentimenti. Temendo di aver distrutto per sempre la loro storia, Irene è sollevata quando finalmente lui si alza e le riafferma il suo amore.

## Produzione

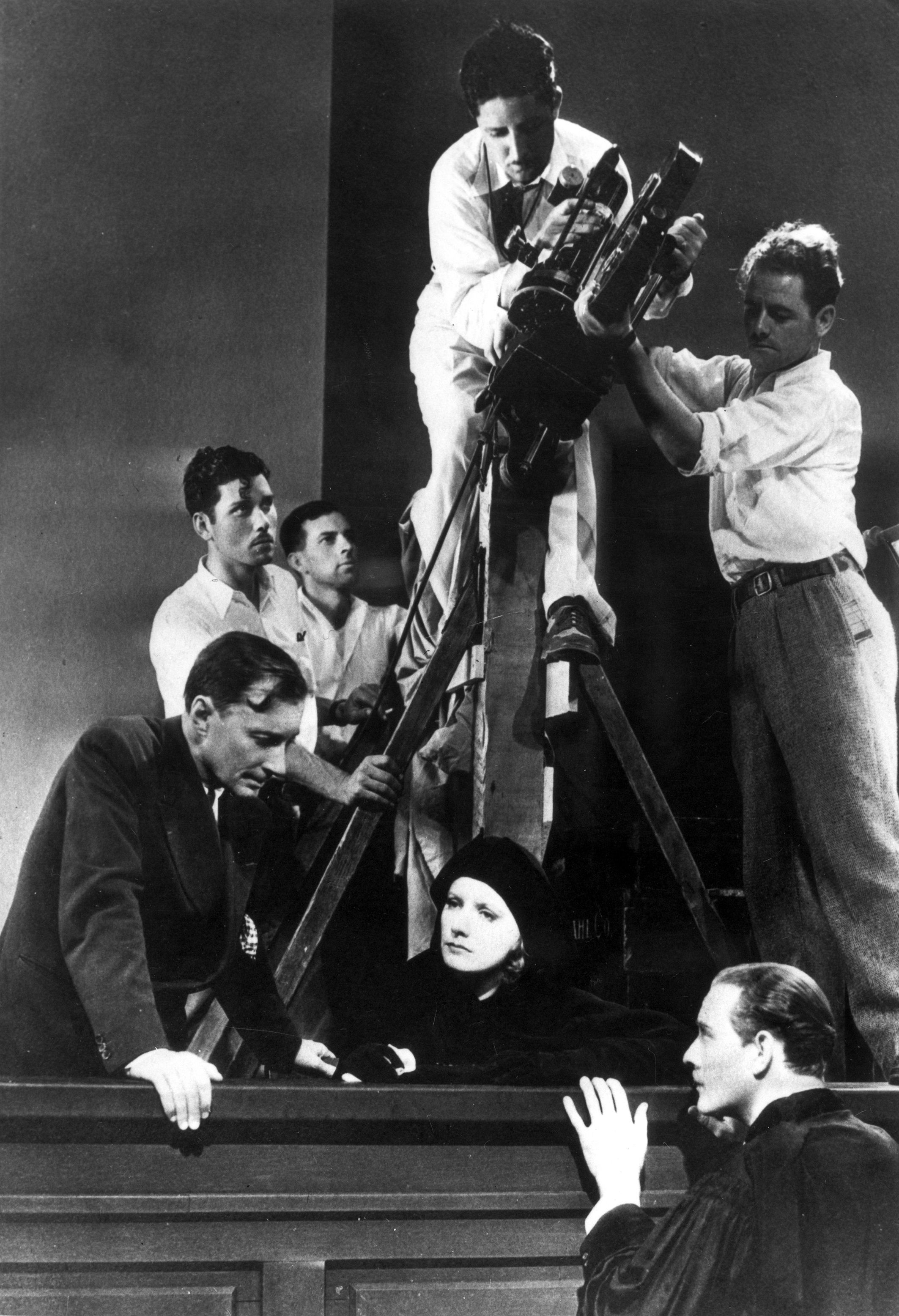
Greta Garbo con alla sua destra il regista Jacques Feyder durante le riprese del film

La produzione iniziò nel settembre del 1929, per un totale di 40 giorni di riprese, ed ebbe costi contenuti (257.000 dollari). Il film fu l'ultima pellicola muta interpretata dalla Garbo, che scelse il ruolo di protagonista dopo la rinuncia al film sonoro La divorziata, con il quale Norma Shearer si aggiudicò l'oscar nel 1930 come migliore attrice protagonista. Girato muto, solo in seguito vennero aggiunte musiche ed effetti sonori con il sistema Movietone, che permetteva una perfetta sincronizzazione con le immagini. La Garbo per il ruolo di André suggerì l'attore Nils Asther, già suo partner in due produzioni di successo targate MGM, ma lo studio optò per Nagel, qui alla sua seconda e ultima collaborazione con la diva.
Le scenografie Art Deco del film, di grande impatto visivo, furono curate dal leggendario direttore artistico e scenografo Cedric Gibbons.
La colonna sonora del film è monopolizzata dal tema d'amore di Romeo e Giulietta di Pëtr Il'ič Čajkovskij.

## Distribuzione
Distribuito dalla Metro-Goldwyn-Mayer, il film fu presentato in prima a New York. Uscì nelle sale cinematografiche statunitensi il 16 novembre 1929.

Il 24 marzo 2009, è uscito in DVD, con il sistema NTSC, distribuito dalla Warner Home Video DVD.

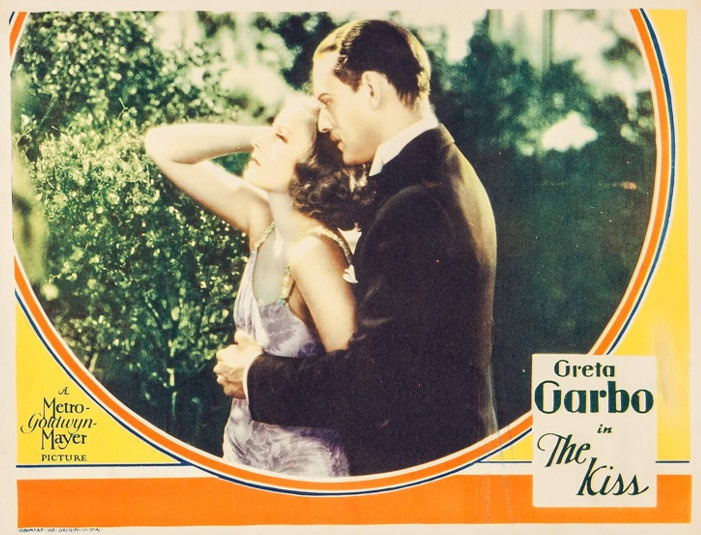
Fotobusta originale del film

## Accoglienza
La maggior parte dei critici cinematografici diede recensioni molto positive al film, elogiando in particolare il talento della Garbo. Uscito meno di un mese dopo il crollo del mercato azionario americano del 1929, il film fu un inaspettato successo per la MGM e il terzo più grande incasso dopo Anna Karenina e La carne e il diavolo tra tutti i film muti della Garbo. Secondo gli archivi della casa cinematografica la pellicola incassò 518.000 dollari in Nord America e 387.000 altrove, generando un profitto di 448.000 dollari.